# 停乳链球菌
停乳链球菌（学名：Streptococcus dysgalactiae）是链球菌属中的一种革兰氏阳性菌，也是一种β溶血性球菌。停乳链球菌能够感染人类和动物，但大多数情况下它会与消化道和生殖系统作为偏利共生关系共存，而少数情况下会作为皮肤菌群的一部分。人类疾病的临床表现范围从较浅的皮肤感染和扁桃体炎，到严重的坏死性筋膜炎和菌血症。据报导，侵袭性疾病的发病率正在上升。有好几种不同的动物物种容易受停乳链球菌感染，但绵羊（关节病）中的牛乳腺炎和败血性关节炎是最常被报导的。
停乳链球菌目前分为停乳链球菌似马亚种（Streptococcus dysgalactiae subspecies equisimilis（SDSE））和停乳链球菌停乳亚种（Streptococcus dysgalactiae subspecies dysgalactiae（SDSD））这两个亚种，前者主要与人类疾病有关，而后者几乎只在兽医学中遇到。然而，它们的确切生物分类是一个仍在争论的问题。

## 名称来源
停乳链球菌这个名字来源于希腊语。Streptococcus的意思是链状的（Streptos）圆形浆果状的体身体（kokkos），指的是它们在光学显微镜下的外观。Dys（坏）galactiae（奶）暗示了它们会引起牛乳腺炎。而从Equi（马）similis（像）则可以推测出与之密切相关的物种马链球菌（马腺疫）的相似性。

## 流行病学
停乳链球菌长期以来被认为对人类没有致病性。然而，根据记录，停乳链球菌感染的发病率越来越高，并且在某些地理区域，停乳链球菌的侵袭性感染率甚至超过了化脓性链球菌。侵袭性病例的年龄分布明显偏向于老年人，而健康的携带者似乎与年龄成反比。患有慢性疾病（包括癌症和糖尿病）的人也特别容易受到停乳链球菌感染。这些机会性特征已经被提议作为观察到的侵袭性疾病频率增加的机制之一。此外，已经注意到发病率以男性为主，可能是由于合并症的负担较高。非侵入性疾病的发病率似乎没有增加。

## 在人类疾病中的位置
停乳链球菌似马亚种是人类的消化道和生殖系统的共生菌。有时候它会从皮肤中分离出来，但它通常与慢性皮肤病或上皮组织屏障的某些破坏有关。
非侵袭性疾病的表现主要包括较浅的皮肤感染和扁桃体炎。此外，长期以来它一直被认为是蜂窝组织炎和丹毒的潜在原因。然而，在最近的一项研究中，停乳链球菌似马亚种在蜂窝织炎中的作用可能被低估了，并且它与大多数蜂窝织炎病例都有关。
侵袭性疾病的临床表现也以皮肤和软组织感染为主，包括一小部分患有严重坏死性筋膜炎的患者。除此之外，它是骨头和关节感染的重要原因，据报导，这种疾病的表现正在增加。较少见的是它可以表现为肺炎、心内膜炎、生殖器或腹腔内感染。原发性菌血症，即没有明确记录感染源的菌血症感染者，约占报导病例的20%。
最近，停乳链球菌似马亚种已经与急性增生性肾小球肾炎和急性风湿热有关联。这些免疫后遗症以前只与化脓性链球菌有关联。停乳链球菌停乳亚种几乎完全是一种动物病原体。然而，已经有一些关于人畜共患感染的可疑报告。

## 在动物疾病中的位置
停乳链球菌可以感染一系列动物宿主，它的两个亚种都很重要。然而，这种细菌经常定殖在健康动物的体内，特别是在消化道和生殖器区域。
在兽医学中，它是公认的牛乳腺炎的病因，因此得名dys-galactiae（泌乳障礙）。在一些地理区域，据报导它只是仅次于金黄色葡萄球菌作为引起临床和亚临床乳腺炎的病因。停乳链球菌尤其是与夏季发生的乳腺炎（夏季乳腺炎）有关，并且已经发现它是通过飞虫传播的。其他动物的乳腺炎也有记录与停乳链球菌有关。
停乳链球菌已从几种动物物种的传染性多关节炎中分离出来，包括猪、绵羊、牛和山羊。此外，它与幼犬的新生儿死亡率有关。最近，停乳链球菌停乳亚种已被描述为鱼类中的一种新兴病原体，可导致尾柄暴发性坏死性溃疡，从而导致死亡率提高。临床表现以严重的败血症和微脓肿的形成为主，并且已经得知疾病的严重程度与毒力因子鏈球菌溶血素S（SLS）和SPEGdys的表达之间存在关系。

## 治疗和抗微生物药物敏感性
青霉素是治疗链球菌感染的首选药物，并且从未报导过停乳链球菌菌株会降低对青霉素的敏感性。根据临床诊断，治疗持续时间为5天到3个月不等。二线药物包括大环内酯类药物和克林霉素，尽管在一些区域已经记录了由于外排和保护机制而增加的抗药性。由于缺乏呼吸代谢，氨基糖苷类抗生素对链球菌没有活性。然而，当与β内酰胺类抗生素联合使用时，氨基糖苷类抗生素似乎对链球菌产生了协同作用。停乳链球菌对糖肽类抗生素和2-𫫇唑烷酮均敏感。

## 分类学
Diernhofer于1932年首次使用停乳链球菌这个名称，描述了一种源自兽医学的链球菌。随后，Frost在1936年报导了人类病原体——马链球菌的发现。然而，与此同时，瑞贝卡·兰斯菲尔德根据链球菌的碳水化合物抗原设计了链球菌的分类，并相继标出了属于C组（1933年）和G组（1935年）的链球菌。然而，并没有详细探讨过碳水化合物的特异性与停乳链球菌和马链球菌这两种物种的相关性。兰斯菲尔德分类法很快成为首选的鉴定链球菌的方法，之后停乳链球菌和马链球菌的名称便被废弃了。1980年，它们甚至被批准的细菌物种名单中删除了。然而三年后，DNA分子杂交研究揭示了停乳链球菌、马链球菌、来源于人类的大菌落形成C组和G组链球菌以及来源于某些动物的大菌落形成C组、G组和L组链球菌之间的广泛相似性。因此，它们被融合到一个物种——停乳链球菌。然而，随后的分子研究表明这个新物种内的异质性，并在1996年将其分为停乳链球菌似马亚种和停乳链球菌停乳亚种。
停乳链球菌的分类学划分为两个亚种一直是许多混乱的根源，也是一个持续争论的问题。尽管不存在官方的黄金分类标准，但在1998年，Vieira et al发布了最新且得到广泛支持的定义。它将停乳链球菌停乳亚种定义为含有兰斯菲尔德C组抗原的α溶血表型。其余的被归类为停乳链球菌似马亚种（大部分）是β溶血性的，并且可以携带 兰斯菲尔德A、C、G或L组的碳水化合物抗原。然而，最近的一项研究表明，来源于动物和人类的停乳链球菌似马亚种的菌株在遗传上是不同的，未来的分类学重新分类是可以想象的。

## 实验室鉴定
停乳链球菌在培养24小时后形成大菌落（>0.5cm），并在血琼脂上产生溶血性。停乳链球菌停乳亚种是α溶血性，而停乳链球菌似马亚种主要是β溶血性的。它们是兼性厌氧的，不能进行呼吸代谢，但是耐氧。在5%二氧化碳的环境中培养可促进生长，但它们通常在环境空气中充分生长。生长的最佳温度约为37摄氏度。然而，上述特征并非停乳链球菌所独有，需要进一步测试以确认物种身份。尽管目前许多实验室通过质谱法（基质辅助激光解吸/电离（MALDI））鉴定细菌，但表型检测仍被广泛使用。与化脓性链球菌（含有兰斯菲尔德A组抗原）不同，停乳链球菌是PYR阴性和杆菌肽抗性的。可通过菌落大小和VP试验把心绞痛链球菌群（兰斯菲尔德A、C、G 或 F）进行区分；心绞痛链球菌组是VP阳性。马链球菌含有兰斯菲尔德组C，犬链球菌含有G组，但与停乳链球菌不同的是，它们都是透明质酸酶阴性的。
停乳链球菌亚种水平的鉴定是通过最可靠的多位点序列分型进行MALDI目前并不具备超出物种水平的分类分辨率。

## 分子分型
已经使用了几种不同的断乳链球菌分型系统，其中大多数最初是为化脓性链球菌而设计的。最广泛使用的方法是emm分型。Emm基因编码M蛋白，它是化脓性链球菌和停乳链球菌中的主要毒力因子。它在起源于人类的停乳链球菌似马亚种中普遍存在，他在5'末端区域的高变异性构成了分类为不同的emm类型的基础。 迄今为止，已经确定了超过100种停乳链球菌似马亚种的emm分型（CDC Strep Lab （页面存档备份，存于））。流行的emm分型在不同的地理区域会有所不同，并且克隆性爆发已经被确定。 与化脓性链球菌不同，对于停乳链球菌，emm分型与疾病表现或严重程度之间的相关性尚未确定。脉冲场凝胶电泳历来被用于探索停乳链球菌之间的克隆关系，但随着测序的可用性增加和成本的降低，它很可能被多位点序列分型和单核苷酸多态性分析所取代。

## 发病机制和毒力因子
停乳链球菌的致病途径尚未被详细探讨过。已经确定了几种毒力因子，但主要是通过筛选停乳链球菌分离出充分表征的化脓性链球菌毒力基因的同源物。在对216个化脓性链球菌毒力基因的研究中，发现停乳链球菌占了其中的一大半。事实上，全基因组比较揭示了两个物种之间70%的遗传相似性，这表明了它们有共同的遗传祖先。 然而，也找到了基因水平转移遗传的证据。
感染后发病机制的第一个关键步骤是附着在宿主组织上。M蛋白是研究最广泛的停乳链球菌似马亚种的毒力因子，它已被证明可以促进宿主细胞的粘附和内化。还描述了其他粘附素，包括基因gfba、fnB、fbBA、fnBB、lmb和gapC；所有中介都与纤连蛋白绑定。最近显示gfba有助于细菌内化到内皮细胞和细胞内持久性。这些特性可以解释在人类病例中观察到的由停乳链球菌似马亚种引起的反复性菌血症的趋势。
为了建立感染，细菌需要逃避宿主的免疫反应，在链球菌中，已经发现了多种细菌策略。M蛋白通过抑制吞噬作用和使补体系统失去活性来帮助免疫逃避。此外，停乳链球菌拥有蛋白G，这是一种结合免疫球蛋白的毒力因子，因此会干扰宿主抗体反应。DrsG是一种消除人类免疫细胞分泌的抗微生物肽作用的毒力蛋白，它也存在于停乳链球菌似马亚种的一部分菌株中。
已在停乳链球菌中鉴定出几种毒素和分泌酶，包括溶血素链球菌溶血素O（SLO）和链球菌溶血素S（SLS），并推断出SLO和SLS的效应与疾病的严重程度之间存在相关性。speGdys是化脓性链球菌超抗原speG的同源物，已在一些停乳链球菌菌株中得到证实。然而，它似乎只在动物中具有超抗原能力，它与人类疾病的相关性尚未确定。链激酶似乎在停乳链球菌中普遍存在，能够促进纤维蛋白溶解并帮助细菌在组织中扩散。
最近，已确认了形成生物薄膜的能力，促进了在恶劣环境中的生存和增殖。尽管这可能对停乳链球菌感染的治疗产生影响，但其临床意义尚未确定。